# Villapourçon
Villapourçon település Franciaországban, Nièvre megyében. Lakosainak száma 411 fő (2022. január 1.). Villapourçon Saint-Léger-de-Fougeret, Préporché, Chiddes, Fâchin, Glux-en-Glenne, Larochemillay, Onlay, Saint-Honoré-les-Bains és Sémelay községekkel határos.

## Népesség
A település népessége az elmúlt években az alábbi módon változott:
| Lakosok száma | 447  | 427  | 415  | 411  | 407  | 409  | 410  | 411  |
|               | 2013 | 2015 | 2017 | 2018 | 2019 | 2020 | 2021 | 2022 |